# Азраил
Азраил (хебр. עֲזַרְאֵל), је персонификована Смрт у исламу и јудаизму. Његово име у преводу са хебрејског језика значи: „Помоћ од Бога”. У исламу је један од четири арханђела и задужен је за пребацивање душа мртвих са једног света на други. У Курану се помиње и под називом Анђео смрти.

## Јудаизам
Само име Азраил пореклом је из хебрејског језика. Археолошким доказима утврђено је да се Азраил помиње у текстовима Бајање на арамејском језику. Изразито је популаран у јеврејском фолклору. У јеврејском мистицизму, представљен је нешто другачије, као утеловљење зла.

## Ислам
У Исламу, Азраил не доноси сам одлуку о томе када је време да некоме узме душу, већ га Бог обавештава када за то дође време. Према муслиманском веровању, 40 дана пре него што неко умре, Бог баци са дрвета, које се налази испод његовог престола, лист на коме пише име особе којој Азраил треба да узме душу. Азраил је задржао своју важну улогу у свакодневном животу муслимана. Џелалудин Руми је, наводно, на својој самрти видео Азраила у људском облику.

## У савременој култури
Азраил је више пута споменут и приказан у популарној телевизијској серији Величанствени век. Када је Сулејман Величанствени био на самрти, Азраил се појавио у облику његовог оца Селима I, али га је са врата султанове собе отерала Рокселане, не дозволивши да Сулејман умре пре ње. Касније, Сулејман је рекао да се Азраил појављује у виду особе које се човек највише плашио за живота, а он се највише плашио свог оца Селима.